# Myiopharus sedulus
Myiopharus sedulus là một loài ruồi trong họ Tachinidae.